# Tzitzak
Tzitzak (em turco:  Çiçek  - "flor"), batizada como Irene após sua conversão (em grego:  Ειρήνη - "paz") e conhecida como Irene da Cazária, foi uma princesa cazar, filha do grão-cã Bihar, e imperatriz-consorte bizantina, primeira esposa do imperador Constantino V Coprônimo (r. 741–775).

## Imperatriz
Em 732, o Império Bizantino estava ameaçado pelo avanço do Califado Omíada. Buscando novos aliados, Leão III, o Isauro, enviou uma embaixada a Bihar, o grão-cã dos cazares. Uma aliança foi firmada e reforçada com o casamento de Tzitzak com Constantino V, filho e co-imperador-júnior de Leão.
Tzitzak foi escoltada até Constantinopla para se casar e seu noivo, Constantino, tinha por volta de quatorze anos. É possível que ela fosse ainda mais jovem, pois não conseguiu ter filhos pelos próximos dezoito anos. Tzitzak se converteu ao cristianismo e adotou o nome de batismo de "Irene" ("paz"). O vestido de casamento dela ficou famoso por iniciar uma moda em Constantinopla por roupas masculinas chamadas de tzitzakion. 
A crônica de Teófanes, o Confessor, relata que Tzitzak teria aprendido a ler textos religiosos e afirma que ela era uma moça piedosa, ao contrário do padrasto e do marido. Leão III e Constantino V eram imperadores iconoclastas enquanto que Teófanes era um monge iconódulo, o que explicaria o viés negativo em relação a eles e seu elogio à imperatriz.
Se sua madrasta, Maria, ainda era imperatriz-sênior na época de seu casamento é algo incerto. Leão III morreu em 18 de junho de 741 e Constantino V o sucedeu com Maria ao seu lado como imperatriz-consorte. Porém, quase que imediatamente, uma guerra civil se iniciou com Artavasdo, cunhado de Constantino, reivindicando para si o trono. Esta guerra perdurou até 2 de novembro de 743. O papel de Irene nestes eventos não foi relatado por Teófanes.
Em 25 de janeiro de 750, Constantino e Tzitzak tiveram um filho, Leão, que sucederia ao pai como Leão IV, o Cazar. Ele ganhou o epíteto de "o Cazar" por conta de sua mãe. Seu nascimento parece ser a última menção de Maria (Irene) no registro histórico e, no ano seguinte, Leão reaparece já casado com sua segunda esposa, Maria. Lynda Garland sugere que Tzitzak teria morrido no parto.